# Melodrama (album của Lorde)
Melodrama là album phòng thu thứ hai của ca sĩ kiêm sáng tác nhạc người New Zealand Lorde, phát hành ngày 16 tháng 6 năm 2017 bởi Lava Records và Republic Records dưới sự phân phối của Universal Music Group. Sau thành công đột phá của album đầu tay Pure Heroine (2013), Lorde tạm rút lui khỏi ánh đèn sân khấu và giành thời gian du lịch giữa New Zealand và Hoa Kỳ. Ban đầu được truyền cảm hứng từ sự vỡ mộng khi nổi tiếng, nữ ca sĩ sáng tác Melodrama để bộc lộ nỗi đau và sự cô đơn sau khi chia tay mối tình đầu tiên. Lorde chủ yếu hợp tác với Jack Antonoff cho album để mở rộng khả năng nghệ thuật của mình từ Pure Heroine do Joel Little sản xuất. Thành quả cuối cùng là một đĩa hát electropop kết hợp với những giai điệu dựa trên nền piano, synthesisers và nhịp điệu điện tử dày đặc, đánh dấu sự thay đổi rõ rệt so với phong cách sản xuất tối giản và chịu ảnh hưởng của hip hop từ album trước.
Melodrama được nhìn nhận như một album chủ đề không chính thức với nội dung ghi lại những cảm xúc diễn ra một bữa tiệc tại gia. Sau khi phát hành, album nhận được những phản ứng hoan nghênh mạnh mẽ từ các nhà phê bình âm nhạc, trong đó họ đánh giá cao quá trình sản xuất tổng thể và khả năng sáng tác của Lorde. Đĩa hát cũng gặt hái nhiều giải thưởng và đề cử tại những lễ trao giải lớn, bao gồm chiến thắng giải thưởng âm nhạc New Zealand cho Album của năm và một đề cử giải Grammy ở hạng mục tương tự tại lễ trao giải thường niên lần thứ 60. Melodrama cũng tiếp nhận những thành công lớn về mặt thương mại, đứng đầu các bảng xếp hạng ở Úc, Canada và New Zealand, đồng thời vươn đến top 10 ở nhiều thị trường còn lại. Tại Hoa Kỳ, album ra mắt ở vị trí số một trên bảng xếp hạng Billboard 200 với 109,000 bản đơn vị album tương đương, trở thành đĩa hát quán quân đầu tiên của Lorde tại đây.
Ba đĩa đơn đã được phát hành từ Melodrama, trong đó đĩa đơn đầu tiên "Green Light" đứng đầu ở New Zealand và lọt vào top 20 ở một số thị trường lớn như Úc, Canada và Hoa Kỳ. Đĩa đơn tiếp theo "Perfect Places" chỉ gặt hái những thành công tương đối, trong khi Lorde phát hành bản phối lại cho "Homemade Dynamite" như là đĩa đơn thứ ba với sự tham gia góp giọng Khalid, Post Malone và SZA. Để quảng bá album, Lorde thực hiện chuyến lưu diễn thứ hai trong sự nghiệp Melodrama World Tour kéo dài từ tháng 9 năm 2017 đến tháng 11 năm 2018, với 76 đêm diễn và đi qua năm châu lục. Kể từ khi phát hành, Melodrama được giới chuyên môn bình chọn là một trong những album xuất sắc nhất năm 2017 và lọt vào danh sách những album hay nhất thập niên 2010 của nhiều ấn phẩm và tổ chức âm nhạc, và xếp ở vị trí thứ 460 trong danh sách 500 Album xuất sắc nhất mọi thời đại của Rolling Stones.

## Danh sách bài hát
| Melodrama – Bản tiêu chuẩn | Melodrama – Bản tiêu chuẩn | Melodrama – Bản tiêu chuẩn                               | Melodrama – Bản tiêu chuẩn                              | Melodrama – Bản tiêu chuẩn |
| STT                        | Nhan đề                    | Sáng tác                                                 | Sản xuất                                                | Thời lượng                 |
| -------------------------- | -------------------------- | -------------------------------------------------------- | ------------------------------------------------------- | -------------------------- |
| 1.                         | "Green Light"              | Ella Yelich-O'Connor Jack Antonoff Joel Little           | Lorde Antonoff Frank Dukes Kuk Harrell [b] [ a ]        | 3:54                       |
| 2.                         | "Sober"                    | Yelich-O'Connor Antonoff                                 | Lorde Antonoff Malay Harrell [b]                        | 3:17                       |
| 3.                         | "Homemade Dynamite"        | Yelich-O'Connor Tove Lo Jakob Jerlström Ludvig Söderberg | Lorde Dukes Harrell [b]                                 | 3:09                       |
| 4.                         | "The Louvre"               | Yelich-O'Connor Antonoff                                 | Lorde Antonoff Flume [a] S1 [a] Dukes [a]               | 4:31                       |
| 5.                         | "Liability"                | Yelich-O'Connor Antonoff                                 | Lorde Antonoff                                          | 2:52                       |
| 6.                         | "Hard Feelings/Loveless"   | Yelich-O'Connor Antonoff                                 | Lorde Antonoff Dukes Malay                              | 6:07                       |
| 7.                         | "Sober II (Melodrama)"     | Yelich-O'Connor Antonoff                                 | Lorde Antonoff Dukes S1 [a] Harrell [c]                 | 2:58                       |
| 8.                         | "Writer in the Dark"       | Yelich-O'Connor Antonoff                                 | Lorde Antonoff                                          | 3:36                       |
| 9.                         | "Supercut"                 | Yelich-O'Connor Antonoff                                 | Lorde Antonoff Little Dukes [a] Jean-Benoît Dunckel [a] | 4:37                       |
| 10.                        | "Liability (Reprise)"      | Yelich-O'Connor Antonoff                                 | Lorde Antonoff                                          | 2:16                       |
| 11.                        | "Perfect Places"           | Yelich-O'Connor Antonoff                                 | Lorde Antonoff Andrew Wyatt Dukes T-Minus [a] Malay [a] | 3:41                       |
| Tổng thời lượng:           | Tổng thời lượng:           | Tổng thời lượng:                                         | Tổng thời lượng:                                        | 40:59                      |

| Bản nhạc bổ sung tại Nhật | Bản nhạc bổ sung tại Nhật     | Bản nhạc bổ sung tại Nhật       | Bản nhạc bổ sung tại Nhật | Bản nhạc bổ sung tại Nhật |
| STT                       | Nhan đề                       | Sáng tác                        | Sản xuất                  | Thời lượng                |
| ------------------------- | ----------------------------- | ------------------------------- | ------------------------- | ------------------------- |
| 12.                       | "Green Light" (Chromeo remix) | Yelich-O'Connor Antonoff Little | Chromeo                   | 4:09                      |
| Tổng thời lượng:          | Tổng thời lượng:              | Tổng thời lượng:                | Tổng thời lượng:          | 45:08                     |

| Bản nhạc bổ sung trên Spotify[d] | Bản nhạc bổ sung trên Spotify[d]                                     | Bản nhạc bổ sung trên Spotify[d]                                                                      | Bản nhạc bổ sung trên Spotify[d] | Bản nhạc bổ sung trên Spotify[d] |
| STT                              | Nhan đề                                                              | Sáng tác                                                                                              | Sản xuất                         | Thời lượng                       |
| -------------------------------- | -------------------------------------------------------------------- | --- | -------------------------------- | -------------------------------- |
| 12.                              | "Homemade Dynamite" (Remix) (hợp tác với Khalid, Post Malone và SZA) | Ella Yelich-O'Connor Khalid Robinson Austin Post Solána Rowe Tove Lo Jakob Jerlström Ludvig Söderberg | Dukes Lorde Harrell [b]          | 3:34                             |
| Tổng thời lượng:                 | Tổng thời lượng:                                                     | Tổng thời lượng:                                                                                      | Tổng thời lượng:                 | 44:33                            |

Notes
- ^[a]  nghĩa là hỗ trợ sản xuất
- ^[b]  nghĩa là sản xuất giọng hát
- ^[c]  nghĩa là hỗ trợ sản xuất giọng hát
- ^[d]  được thêm vào album sau khi phát hành đĩa đơn

Ghi chú nhạc mẫu
- "Loveless" chứa đoạn nhạc mẫu của "In the Air Tonight", sáng tác và thể hiện bởi Phil Collins và một đoạn ghi âm của Paul Simon xuất hiện trong bộ phim tài liệu năm 2012, Under African Skies: Paul Simon's Graceland Journey.

## Xếp hạng
| Bảng xếp hạng (2017)                     | Vị trí cao nhất |
| ---------------------------------------- | --------------- |
| Album Úc (ARIA)                          | 1               |
| Album Áo (Ö3 Austria)                    | 8               |
| Album Bỉ (Ultratop Vlaanderen)           | 12              |
| Album Bỉ (Ultratop Wallonie)             | 12              |
| Album Canada (Billboard)                 | 1               |
| Album Cộng hòa Séc (ČNS IFPI)            | 3               |
| Album Đan Mạch (Hitlisten)               | 6               |
| Album Hà Lan (Album Top 100)             | 6               |
| Album Phần Lan (Suomen virallinen lista) | 15              |
| Album Pháp (SNEP)                        | 29              |
| Album Đức (Offizielle Top 100)           | 11              |
| Album Hungaria (MAHASZ)                  | 33              |
| Album Ireland (IRMA)                     | 3               |
| Album Ý (FIMI)                           | 8               |
| Album Nhật Bản (Oricon)                  | 87              |
| Album New Zealand (RMNZ)                 | 1               |
| Album Na Uy (VG-lista)                   | 4               |
| Album Ba Lan (ZPAV)                      | 13              |
| Album Bồ Đào Nha (AFP)                   | 10              |
| Album Scotland (OCC)                     | 7               |
| Album Hàn Quốc Quốc tế (Circle)          | 6               |
| Album Tây Ban Nha (PROMUSICAE)           | 9               |
| Album Thụy Điển (Sverigetopplistan)      | 10              |
| Album Thụy Sĩ (Schweizer Hitparade)      | 7               |
| Album Anh Quốc (OCC)                     | 5               |
| Album Hoa Kỳ Billboard 200               | 1               |
| Album Hoa Kỳ Top Alternative (Billboard) | 1               |

| Bảng xếp hạng (2017)                 | Vị trí |
| ------------------------------------ | ------ |
| Album Úc (ARIA)                      | 13     |
| Album Bỉ (Ultratop Flanders)         | 116    |
| Album New Zealand (RMNZ)             | 5      |
| Hoa Kỳ Billboard 200                 | 114    |
| Hoa Kỳ Album Alternative (Billboard) | 8      |
| Bảng xếp hạng (2018)                 | Vị trí |
| Album Úc (ARIA)                      | 67     |
| Album New Zealand (RMNZ)             | 32     |
| Hoa Kỳ Album Alternative (Billboard) | 25     |

## Chứng nhận
| Quốc gia | Chứng nhận  | Số đơn vị/doanh số chứng nhận |
| --- | ----------- | ----------------------------- |
| Úc (ARIA) | Bạch kim    | 70.000‡                       |
| Canada (Music Canada) | Bạch kim    | 80.000‡                       |
| Đan Mạch (IFPI Đan Mạch) | Vàng        | 10.000‡                       |
| New Zealand (RMNZ) | 2× Bạch kim | 30.000‡                       |
| Anh Quốc (BPI) | Vàng        | 169,000                       |
| Hoa Kỳ (RIAA) | Vàng        | 500.000‡                      |
| * Chứng nhận dựa theo doanh số tiêu thụ. ^ Chứng nhận dựa theo doanh số nhập hàng. ‡ Chứng nhận dựa theo doanh số tiêu thụ và phát trực tuyến. |             |                               |

## Lịch sử phát hành
| Khu vực  | Ngày             | Định dạng                 | Hãng đĩa                | Nguồn  |
| -------- | ---------------- | ------------------------- | ----------------------- | ------ |
| Toàn cầu | 16 tháng 6, 2017 | Tải kĩ thuật số streaming | Universal Lava Republic | [ 48 ] |
| Toàn cầu | 16 tháng 6, 2017 | CD                        | Universal Lava Republic | [ 49 ] |
| Toàn cầu | 6 tháng 4, 2018  | LP                        | Universal Lava Republic | [ 50 ] |